# The Chiffons
The Chiffons est un groupe américain féminin de rhythm and blues, originaire du Bronx à New York, populaire aux États-Unis dans les années 1960.
Leur plus grand succès est He's So Fine, n° 1 aux États-Unis en 1963. George Harrison a été longtemps accusé d'avoir copié cette chanson avec son hit international, My Sweet Lord, créé en 1970.
Les Chiffons se forment en 1960 autour de Judy Craig (en), avec Patricia Bennett et Barbara Lee. En 1962, Sylvia Peterson vient renforcer le groupe.
Judy Craig quitte les Chiffons en 1968. Le groupe poursuit alors sa carrière en trio. En 1992, Barbara est décédée et Judy Craig a rejoint le groupe.

## Discographie
- He's So Fine, 1963
- One Fine Day, 1963

Compilations
- Everything You Always Wanted to Hear by the Chiffons but Couldn't Get, 1974
- The Chiffons Sing the Hits of the 50's & 60's, 1979
- Absolutely The Best !, 2004